# 河南省黄河沿岸稻麦研究计划

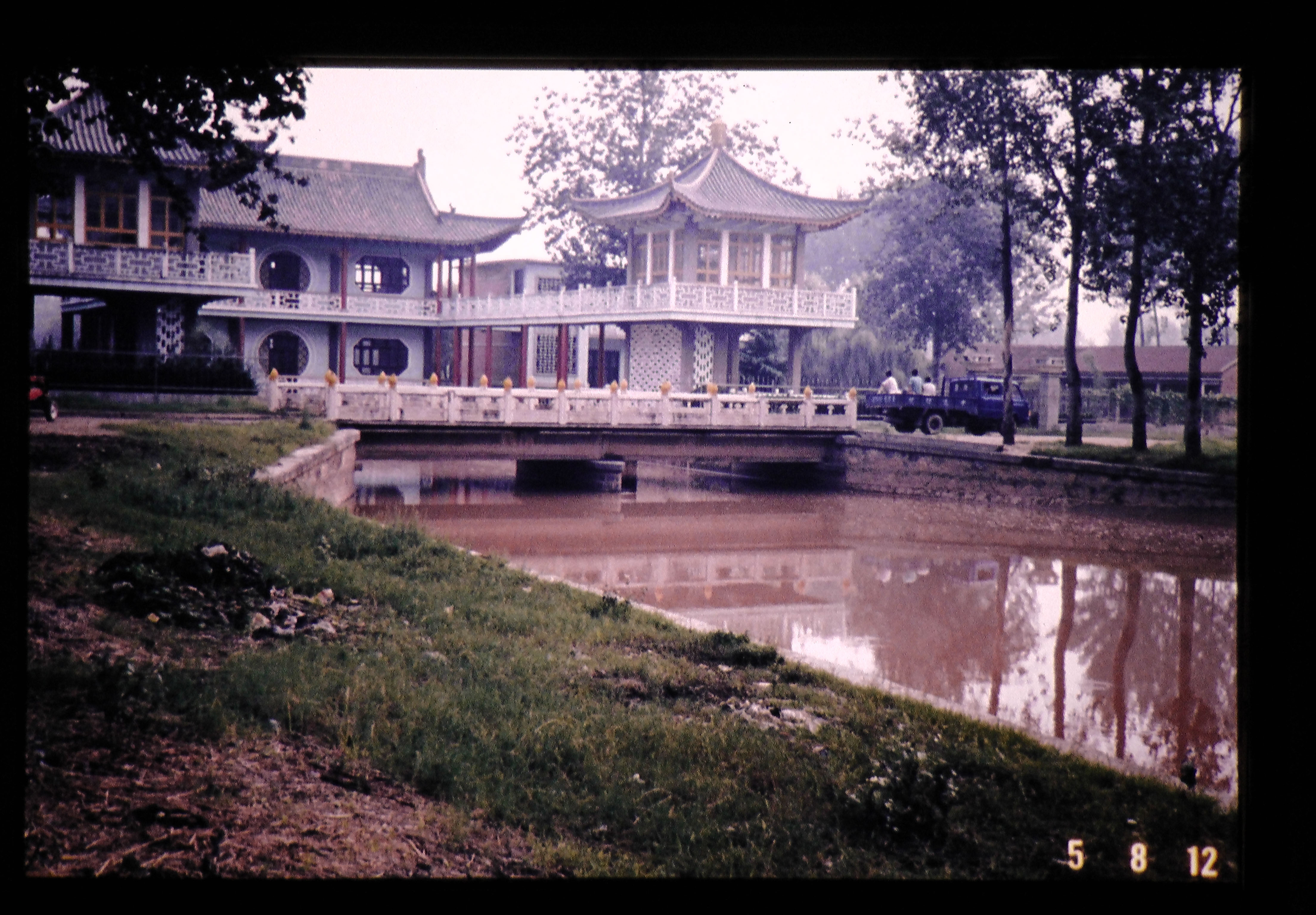
黄河沿岸稻麦研究计划的调查

中国河南省黄河沿岸稻麦研究计划（日语：中国河南省黄河沿岸稲麦研究計画），是中华人民共和国与日本之间共同签署、实施的一项专项技术合作项目，项目中方机构为河南省农业科学院，日方机构为日本国际协力事业团，项目为五年期（1993年4月至1998年4月），其目的是通过引进日本先进的农业技术改善黄河沿岸水稻、小麦以及土壤等研究。该项目也是河南省第一个中日政府间专项技术合作项目。

## 沿革
1985年4月，日本国际协力事业团驻中国事务所所长八岛继男，派遣赤松诚到河南做技术指导，期间提出合作可能性。八岛继男首次提出援助工程，建立旱地农业开发中心。1992年11月26日，中日双方在河南省农业科学院正式签订《中国河南省黄河沿岸稻麦研究计划项目技术合作协议》，河南省省长李长春出席签字仪式。该项目1993年4月1日启动，执行期为五年（1998年3月31日结束）。项目启动后，日方先后派来长期专家7人、短期专家12人，对项目进行技术指导；中方由河南省农业科学院粮食作物研究所、小麦研究所、土壤肥料和植物保护研究所共13名科技人员组成5个课题组，承担具体的科研任务。河南省农业科学院设立项目办公室，负责项目的管理和服务工作。

## 内容
该研究项目的主要研究内容有：
- 水稻高产、优质、抗病虫品种选育，包括培育郑稻6号、郑稻7号[4]
- 水稻高产优质栽培技术
- 稻麦两熟田施肥技术改进及培肥方法
- 稻茬小麦高产栽培技术
- 稻麦病虫害防治技术。

通过五年合作研究，中日双方科学家全面完成了项目规定的任务，取得了重要科研成果。1997年黄河水利出版社出版《河南省黄河沿岸稻麦高产高效技术研究》一书收录了该项目“暂定实施计划”和项目活动大事记等，包括适用于不同穗型品种的“穗型栽培”理论和麦茬水稻栽培技术体系；以及土壤肥料方面上开展了稻田水分与氮素利用关系、稻田渗漏状况对水稻生长与氮素利用的影响等研究。其中“沿黄稻麦区有机培肥与水稻控氮高产高效施肥技术”获得1998年的河南省科技进步二等奖。